# Chilostoma
Chilostoma Fitzinger, 1833 è un genere di molluschi gasteropodi terrestri della famiglia degli Elicidi.

## Tassonomia
Il genere comprende le seguenti specie:
- Chilostoma achates (Rossmässler, 1835)
- Chilostoma adelozona (Strobel, 1857)
- Chilostoma cingulatum (S. Studer, 1820)
- Chilostoma frigidum (De Cristofori & Jan, 1832)
- Chilostoma millieri (Bourguignat, 1880)
- Chilostoma tigrinum (De Cristofori & Jan, 1832)
- Chilostoma zonatum (S. Studer, 1820)